# Heppiella ulmifolia
Heppiella ulmifolia är en tvåhjärtbladig växtart som först beskrevs av Carl Sigismund Kunth, och fick sitt nu gällande namn av Johannes von Hanstein. Heppiella ulmifolia ingår i släktet Heppiella och familjen Gesneriaceae. Inga underarter finns listade i Catalogue of Life.